# Les dones i els dies
Les dones i els dies és un llibre de versos de Gabriel Ferrater i Soler publicat l'any 1968 que es presenta com «una reimpressió, corregida, dels tres llibres anteriors de l'autor: Da nuces pueris (1960), Menja’t una cama (1962) i Teoria dels cossos (1966)». Conté 114 poemes generalment breus, a excepció de «Poema inacabat» i «In memoriam».
Les composicions estan estructurades en cinc seccions: les dues primeres corresponen al llibre primer i al segon de l'autor, i les tres últimes al seu tercer llibre. La correcció, l'eliminació i la incorporació de poemes, i la restitució de fragments prèviament censurats, d'una banda, i de l'altra, la desaparició dels paratextos (epígrafs, subtítols, epílegs), i també la reordenació dels textos dins de cada secció, fan de Les dones i els dies un llibre nou en el qual es recull una trajectòria creativa molt breu però també molt intensa (quasi tots els poemes van ser escrits entre 1958 i 1963).
Els temes tractats són principalment els que defineix el títol del volum, irònicament manllevat d'Hesíode (Treballs i dies): les complexes relacions humanes i la dimensió moral de les seves experiències (les dones) i el marc contextual –les variants espacial i temporal- en el qual tenen lloc (els dies). Per tant, l'erotisme franc i el pas del temps són tractats amb un èmfasi espacial que captiva especialment al lector. També, en els poemes «In memoriam» i «Poema inacabat» es reflecteix la seva experiència com a infant que va viure la guerra civil espanyola mitjançant reflexions que parlen de les conseqüències morals del conflicte.

## Llegat
Dona nom a un programa homònim de Catalunya Ràdio.